# Truxalis arabica
Truxalis arabica är en insektsart som beskrevs av Boris Petrovich Uvarov 1933. Truxalis arabica ingår i släktet Truxalis och familjen gräshoppor. Inga underarter finns listade i Catalogue of Life.